# Midland-Reduktion
Die Midland-Reduktion oder Midland-Alpine-Boran-Reduktion ist eine Namensreaktion in der organischen Chemie. Die Reaktion ist nach dem Chemiker M.M. Midland benannt, welcher erstmals 1979 über die Reaktion berichtete.

## Übersichtsreaktion
Bei der Midland-Reduktion wird ein prochirales Keton oder ein Aldehyd durch das Alkylboran 1 enantioselektiv zu einem Alkohol reduziert.
Das Alkylboran 1 kann durch Reaktion von α-Pinen und 9-BBN mit THF synthetisiert werden: